# Asemolea minuta
Asemolea minuta är en skalbaggsart som först beskrevs av Bates 1872.  Asemolea minuta ingår i släktet Asemolea och familjen långhorningar.
Artens utbredningsområde är:
- Costa Rica.
- Honduras.
- Nicaragua.

Inga underarter finns listade.